# Test du χ² de Pearson
En statistique, le test du χ² de Pearson ou test du χ² d'indépendance est un test statistique qui s'applique sur des données catégorielles pour évaluer la probabilité de retrouver la différence de répartition observée entre les catégories si celles-ci étaient indépendantes dans le processus de répartition sous-jacent. Il convient aux données non-appariées prises sur de grands échantillons (n>30). 
Il est le test du χ² le plus communément utilisé (comparativement aux autres tests du χ² tels que le test du χ² de Yates, le test du rapport de vraisemblance ou le test du porte-manteau. Le terme "test du χ²" désigne une procédure statistique dont les résultats sont étudiées sous la loi du χ². 
Les propriétés de ce test ont d'abord été étudiées par Karl Pearson en 1900.